# Бету
Бету (фр. Bétous) насеље је и општина у јужној Француској у региону Миди Пирене, у департману Жерс која припада префектури Кондом.
По подацима из 2011. године у општини је живело 98 становника, а густина насељености је износила 19,1 становника/km². Општина се простире на површини од 5,13 km². Налази се на средњој надморској висини од 137 метара (максималној 187 m, а минималној 99 m).

## Демографија
| 1962. | 1968. | 1975. | 1982. | 1990. | 1999. | 2011. |
| ----- | ----- | ----- | ----- | ----- | ----- | ----- |
| 85    | 94    | 52    | 53    | 55    | 74    | 98    |

График промене броја становника у току последњих година